# Miljøret
Miljøret er en juridisk disciplin, som hører under den specielle forvaltningsret. Miljøret undersøger bl.a. retskilder og deres virkning på aktører på miljøområdet.

## Retskilder

### Love
Den miljøretlige lovgivning er ganske omfattende og omfatter bl.a.:
Planloven og jordforureningsloven samt miljøskadeloven og miljøbeskyttelsesloven og miljøoplysningsloven samt miljømålsloven og miljøoplysningsloven samt naturbeskyttelsesloven og vandløbsloven.

### Præcedens
Afsagte miljøretlige domme kan findes i fagtidsskriftet Miljøretlige Afgørelser og Domme (MAD).

## Afgørelse, rekursadgang og organisation
Kommunen og miljøstyrelsen fører miljøtilsyn. Miljøstyrelsen er en del af miljøministeriet. Miljø- og Fødevareklagenævnet er klageinstans (administrativ rekurs) for miljøstyrelsens afgørelser. Miljøstyrelsen samarbejder med naturstyrelsen.